# Lethata psidii
Lethata psidii es una especie de polilla del género Lethata, orden Lepidoptera.
Fue descrita científicamente por Sepp en 1852.

## Descripción
Su envergadura es de 24 a 26 mm.

## Distribución
Se encuentra en Venezuela.